# دادزویل (میسیسیپی)
دادزویل (به انگلیسی: Doddsville) شهرکی در ایالت میسیسیپی کشور ایالات متحده آمریکا است که جمعیت آن در سرشماری سال ۲۰۱۰ میلادی، ۹۸
نفر بوده‌است.